# Zhongshanmen
Zhongshanmen (kinesiska: 中山门, 中山门街道)  är ett stadsdelsdistrikt i Kina. Det ligger i storstadsområdet Tianjin, i den norra delen av landet, nära eller i stadens centrum. Antalet invånare är 94 762. Befolkningen består av 47 890 kvinnor och 46 872 män. Barn under 15 år utgör 6,0 %, vuxna 15-64 år 80 %, och äldre över 65 år 13,0 %.